# 와타라세강

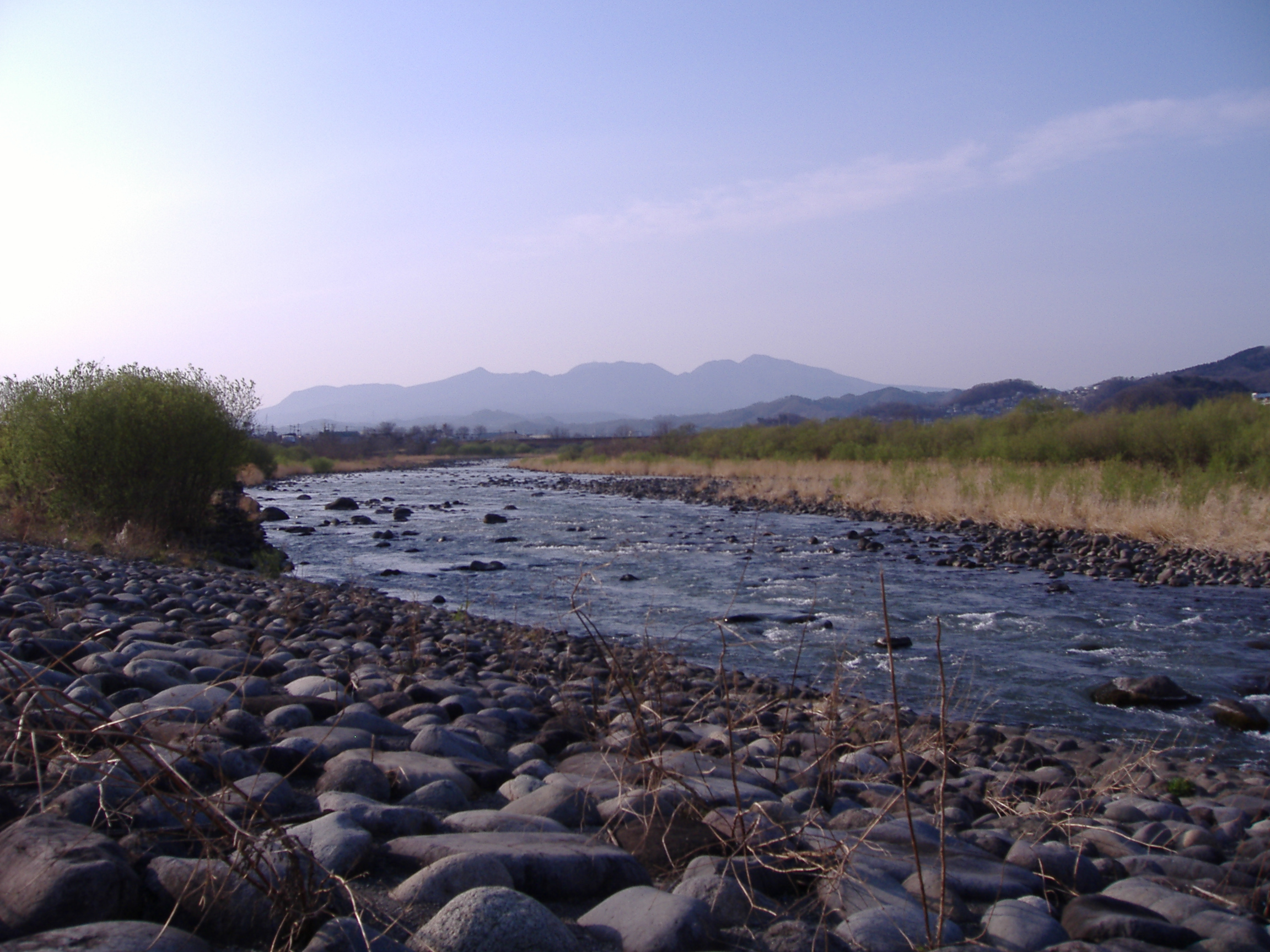
와타라세강

와타라세강(渡良瀬川 와타라세가와[*])은 일본 기타칸토를 흐르는 도네강의 지류로, 길이는 106.7km(66.3마일)이며 유역 면적은 2,621평방킬로미터(1,012평방마일)이다.